# Reinhold Ferdinand Sahlberg
Reinhold Ferdinand Sahlberg, född 23 december 1811 i Åbo, död 18 mars 1874 i Yläne, var en finländsk läkare och biolog. Han var son till Carl Reinhold Sahlberg och far till John Sahlberg.
Sahlberg blev student 1827, filosofie magister 1836 och medicine doktor 1840. Åren 1839–43 tillbringade han på resor i Brasilien, Chile och Sitka, varefter han återvände genom Sibirien. Åren 1845–52 hade han anställning som adjunkt i zoologi och botanik vid Helsingfors universitet.  Åren 1849–51 vistades han ånyo i Brasilien. 
På sina resor gjorde Sahlberg synnerligen rikhaltiga zoologiska samlingar, av vilka en del sedermera dels som gåva, dels genom köp övergick till Helsingfors universitets museum i och Naturhistoriska riksmuseet i Stockholm. Dessa samlingar lämnade material till bearbetning för en stor mängd fackmän. Själv bearbetade Sahlberg endast en ringa del av dem. Som entomologisk författare är han mest bekant genom Monographia Geocorisarum Fenniæ (1858).